# Championnat du Gabon de football
 (décembre 2016).
Si vous disposez d'ouvrages ou d'articles de référence ou si vous connaissez des sites web de qualité traitant du thème abordé ici, merci de compléter l'article en donnant les références utiles à sa vérifiabilité et en les liant à la section « Notes et références ».
Le Championnat du Gabon de football est une compétition de football créée en 1968 qui représente au Gabon le sommet de la hiérarchie du football. Il se déroule annuellement sous forme d'un championnat mettant aux prises quatorze clubs professionnels.
Le FC 105 est le club le plus couronné avec dix titres de champion du Gabon alors que l'AS Sogara est le club qui a remporté le plus de titres consécutifs (quatre entre 1991 et 1994). 

## Histoire

### L'ère amateur (1968-2012)
Il s'agit d'un championnat toutes rondes séparé en deux divisions nationales. La première division comprend 14 équipes, la seconde voit son effectif varier suivant les années. À l'issue de ce championnat, les deux plus mauvaises équipes de première division sont reléguées en seconde division, remplacées par les deux meilleures de celle-ci. Le nombre de clubs participant évolue depuis 1987 avec 10 clubs, puis, de 1988 à 1990 : 12 clubs, en 1991 : 11 clubs, en 1992 : 8 clubs, en 1993 : 7 clubs, en 1994 : 8 clubs, en 1995 : 10 clubs, en 1996 : 11 clubs (mais 5 abandonnent en cours de saison), de 1998 à 2000 : 15 clubs (en 2000, seuls les matchs aller ont eu lieu), en 2001 : 16 clubs, en 2002 : 14 clubs, en 2003 et 2004 : 12 clubs, en 2005 et 2006 : 14 clubs, en 2007 : 13 clubs, en 2008 : 12 clubs et enfin, depuis 2009 : 14 clubs.

### professionnelle (depuis 2012)
Le premier championnat professionnel du Gabon débute le vendredi 19 octobre 2012 à Libreville avec 14 équipes en lice. Certains clubs ont sollicité l’appui des techniciens de niveau très relevé[réf. nécessaire]. C’est Raymond Ndong Sima, Premier ministre gabonais qui a donné le coup d’envoi de ce championnat.
L’Union sportive de Bitam (USB) empoche les 3 premiers points de ce championnat d’élite en battant le champion en titre, le CF Mounana par une courte victoire d’1 but à 0. Le but des Bitamois est marqué à la 39e minute par Avébé, à la suite d’un corner mal négocié par la défense adverse. Le CF Mounana, malgré de nombreuses tentatives d’incursions dans le camp de l’USB, ne parvient pas à rééquilibrer le score. Le champion en titre perd son premier match du National-Foot 2012.
Le gouvernement, pour soutenir les équipes engagées dans ce premier championnat professionnel, dégage au cours de cette saison sportive une enveloppe de près de 10 milliards de francs CFA (soit 15 244 900 millions d’euros). Cela permet aux clubs de s’attacher les services des joueurs de niveau international. Le Missile FC par exemple recrute le meneur de jeu des diables Rouges du Congo, Harris Tchilimbou et l’ex capitaine d’Africa Sport d’Abidjan, Dalla Coulibaly, tandis que le FC Sapins, où évolue le capitaine des Panthères Daniel Cousin, s’attache les services de l’attaquant français Laurent Gagnier.
L'Athletic Club de Bongoville, dans la province du Haut-Ogooué, pour sa part, récupère une bonne partie d’anciens internationaux, entre autres Rodrigue Moundounga, Boris Nguéma, Cédric Moubamba et Do Marcolino. Ce club ambitionne un meilleur positionnement en fin de championnat, voire de gagner la Coupe du Gabon 2013. Des coachs de niveau élevé sont appelés par les équipes. C’est le cas d’Ivica Todorov, ancien entraîneur du Congo-Brazzaville qui se trouve à la tête de Mangasport de Mounana ou de Yves Brecheteau, ex adjoint de Robert Nouzzaret à Saint-Étienne (1998-2000) à la tête du FC Sapins. L’ancien coach du Togo, Tchanilé Banna est recruté par Nguen’Asuku de Franceville.

## Palmarès

### Historique
Depuis le premier championnat du Gabon en 1967-1968 jusqu'à la saison 2014-2015, 48 titres ont été mis en jeu. Sur les 18 clubs qui sont parvenus à remporter le championnat, les plus titrés sont le FC 105 , l'AS Mangasport et lAS Sogara avec respectivement dix, huit et six titres.
Le tableau suivant liste les clubs vainqueurs du championnat du Gabon
Modèle:Col-1
- 1968 : Olympique sportif (Libreville)
- 1969 : Aigle Royal (Libreville)
- 1970 : Aigle Royal (Libreville)
- 1971 : AS Solidarité (Libreville)
- 1972 : Olympique sportif (Libreville)
- 1973 : AS Police (Libreville)
- 1974 : Zalang COC (Libreville)
- 1975 : Petrosport FC (Port Gentil)
- 1976 : Vantour Mangoungou (Libreville)
- 1977 : Vantour Mangoungou (Libreville)
- 1978 : FC 105 Libreville
- 1979 : Anges ABC (Libreville)
- 1980 : USM Libreville
- 1981 : USM Libreville
- 1982 : FC 105 Libreville

Modèle:Col-1
- 1983 : FC 105 Libreville
- 1984 : AS Sogara
- 1985 : FC 105 Libreville
- 1986 : FC 105 Libreville
- 1987 : FC 105 Libreville
- 1988 : USM Libreville
- 1989 : AS Sogara
- 1990 : JAC (Libreville)
- 1991 : AS Sogara
- 1992 : AS Sogara
- 1993 : AS Sogara
- 1994 : AS Sogara
- 1995 : AS Mangasport
- 1996 : Mbilinga FC
- 1997 : FC 105 Libreville

Modèle:Col-1
- 1998 : FC 105 Libreville
- 1999 : FC 105 Libreville
- 2000 : AS Mangasport
- 2001 : FC 105 Libreville
- 2002 : USM Libreville
- 2003 : US Bitam
- 2004 : AS Mangasport
- 2005 : AS Mangasport
- 2006 : AS Mangasport
- 2007 : FC 105 Libreville
- 2008 : AS Mangasport
- 2009 : AS Stade Mandji
- 2010 : US Bitam
- 2011 : Missile FC
- 2012 : CF Mounana

Modèle:Col-1
- 2013 : US Bitam
- 2014 : AS Mangasport
- 2015 : AS Mangasport
- 2016 : CF Mounana
- 2017 : CF Mounana
- 2018 : AS Mangasport
- 2019 : AO Cercle Mbéri Sportif
- 2020 : championnat abandonné en raison de la pandémie de Covid-19[2]
- 2022 : AS Stade Mandji
- 2022-23 : championnat arrêté[3]
- 2024 : Pas de championnat
- 2025 : AS Mangasport

### Bilan par club
|   | Club                    | Vainqueur |
| - | ----------------------- | --------- |
| 1 | FC 105 Libreville       | 11        |
| 2 | AS Mangasport           | 10        |
| 3 | AS Sogara               | 6         |
| 4 | USM Libreville          | 4         |
| 5 | US Bitam                | 3         |
|   | CF Mounana              | 3         |
| 7 | AS Stade Mandji         | 2         |
|   | Olympique sportif       | 2         |
|   | Aigle Royal             | 2         |
|   | Vantour Magoungou       | 2         |
|   | AS Solidarité           | 1         |
|   | AS Police               | 1         |
|   | Zalang COC              | 1         |
|   | Petrosport FC           | 1         |
|   | Anges ABC               | 1         |
|   | JAC                     | 1         |
|   | Mbilinga FC             | 1         |
|   | Missile FC              | 1         |
|   | AO Cercle Mbéri Sportif | 1         |

## Organisation

### Club de l'édition 2014-2015
| Club                    | Ville       | Stade                | Capacité |
| ----------------------- | ----------- | -------------------- | -------- |
| AS Mangasport           | Moanda      | Stade Henri Sylvoz   | 9 500    |
| AS Pélican              | Lambaréné   | Stade Jean Nkoumou   | 500      |
| AS Solidarité           | Port-Gentil | Stade Piere Claver   | 4 000    |
| AO Cercle Mberi sportif | Libreville  | Stade de Monédan     | 4 000    |
| CF Mounana              | Mounana     | Stade de Monédan     | 4 000    |
| Akanda FC               | Akanda      | Stade de Nzeng-Ayong | 500      |
| Missile FC              | Libreville  | Stade de Monédan     | 4 000    |
| US O'Mbila Nziami       | Libreville  | Stade de Monédan     | 4 000    |
| Port-Gentil FC          | Port-Gentil | Stade Pierre Claver  | 4 000    |
| US Bitam                | Bitam       | Stade Gaton Peyrille | 2 000    |
| US Oyem                 | Oyem        | Stade Akouakam       | 500      |
| FC 105 Libreville       | Libreville  | Stade Idriss Ngari   | 500      |
| Stade migovéen          | Lambaréné   | Stade Jean Nkoumou   | 1 000    |

### Sponsoring
- Airtel Gabon et la Ligue nationale de football professionnel (LINAF) du Gabon ont signé le 12 décembre 2013 un contrat de sponsoring par lequel le leader de la téléphonie mobile au Gabon investira deux milliards de FCFA pour soutenir le fonctionnement et la gestion du championnat de première division de football professionnel du Gabon pendant trois saisons, à raison de 500 millions en 2013-2014, puis 500 autres millions en 2015 et 1 milliard en 2016. L’accord a été paraphé par Antoine Pamboro, Directeur général d’Airtel Gabon et Anicet Birinda, le Président de la LINAF. Airtel Gabon bénéficiera par ce contrat de la possibilité de communiquer au travers des canaux publicitaires de la LINAF.

- Erreà

### Diffusion TV
Les matchs du championnat sont diffusés sur Gabon Télévision et TéléAfrica.